# Глоксинелла
Глоксинелла (лат. Gloxinella) — монотипный род травянистых растений семейства Геснериевые (Gesneriaceae), представленный видом Глоксинелла Линдена (Gloxinella lindeniana).

## Распространение и экология
Сведения о родине растения противоречивы, указывается Перу и Колумбия, в отечественных и зарубежных ресурсах и книгах по комнатному цветоводству часто указывается Эквадор. Произрастает в Андах на высоте 1220—2500 метров над уровнем моря.

## Ботаническое описание
Многолетние травянистые растения 20—30 см высотой с полегающим стеблем. Есть чешуйчатые ризомы, в том числе часто образующиеся на концах длинных ползучих корневищ с редуцированными листьями, похожих на усы, когда они углубляются кончиками в грунт. Есть период покоя, когда надземная часть растения отмирает.
Побеги покрытые белыми волосками, опушение ворсистое, без крючковатых трихом. Устьица не собраны в группы. Листья яйцевидные, супротивные, 3—7 см длиной и 1,6—2 см шириной, с 6—8 парами боковых жилок. Верхняя сторона листьев тёмно-зелёная с серебристо-белыми или светло-зелёными жилками, снизу листья зелёные с розовым оттенком.
Цветки без прицветничков, развиваются по одному в пазухах листьев на цветоносах до 6 см длиной; венчик колоколовидный, окрашен в лавандовые тона с белой расплывчатой каймой по краям лепестков; трубка короткая, до 1 см длиной, как и длина лепестков, в белых волосках, внутри жёлтая, у зева с коричневатыми пятнами; зев снаружи беловатый. Лепестки почти одинакового размера, цельные. Нектарник кольцевидный, иногда слабо выраженной 5-лопастной формы. Завязь нижняя, рыльце пестика от стоматоморфного до слегка двулопастного.
Цветки обладают ароматом: в начале цветения запах довольно резкий, но затем смягчается, приобретая медовый оттенок. Цветёт обильно в сентябре-октябре.
Плод — мясистая коробочка округлой или овальной формы, растрескивающаяся вдоль дорсальной стороны и расщепляющая гипантий до основания. Особенности плода являются одним из тех признаков, что отделяют этот вид морфологически от рода Gloxinia. Семена многочисленные, мелкие, от ромбовидной до почти эллипсоидной формы, ширина почти равна длине.

## В культуре

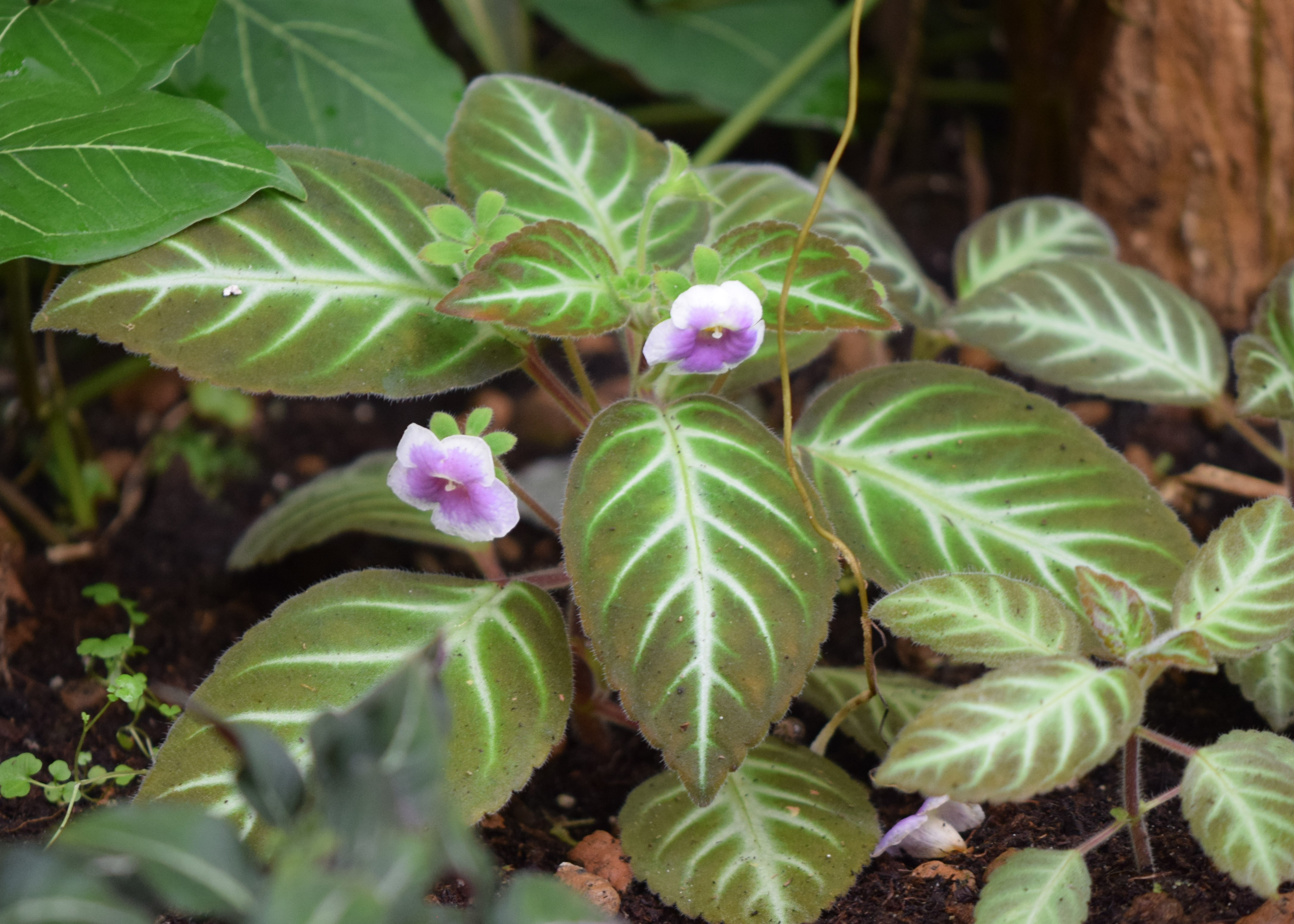
Цветущая Gloxinella lindeniana в ботаническом саду г. Варшавы

Популярное неприхотливое комнатное растение, декоративно-лиственное и красивоцветущее.
В разных источниках рекомендации относительно зимнего покоя различаются. Есть сведения, что растение зимует с сохранением вегетирующей надземной части, замедляя рост при понижении температуры и сокращении светового дня. По другим данным, у растения выраженный период зимнего покоя.
Для выращивания подойдут тёплые и светлые подоконники с рассеянным освещением и притенением от прямых солнечных лучей. В осенне-зимний период полезна досветка люминесцентными лампами, можно круглый год культивировать и при искусственном освещении.
Полив умеренный и регулярный, после подсыхания верхнего слоя субстрата; почва должна быть слегка влажной. Глоксинелла позитивно реагирует на повышенную влажность воздуха, хорошо растёт во флорариумах и комнатных тепличках, может использоваться в террариумах. Опрыскивать не рекомендуется, из-за короткого и мягкого опушения листья могут потерять декоративность. Растение хорошо ветвится самостоятельно, но куст можно формировать прищипкой.
В качестве субстрата используют земляную смесь для колерий или сенполий на основе торфа. Почва должна быть рыхлой (с добавкой перлита или вермикулита) и хорошо дренированной. Требуются систематические (дважды в месяц) подкормки специализированными удобрениями для геснериевых растений.
Легко размножается делением корневищ и стеблевыми черенками, реже листовыми черенками и мелкими семенами, которые образуются в результате самоопыления. Подобно некоторым другим геснериевым, растение размножается с помощью удлинённых корневищ, вырастающих из нижних междоузлий на стебле материнского растения. Они распространяются по поверхности почвы и могут формировать на верхушке новые подземные чешуйчатые ризомы.

## Таксономия
Gloxinella (H.E.Moore) Roalson & Boggan, Selbyana 25(2): 227 (2005).
Синоним рода: Kohleria sect. Gloxinella H.E.Moore (1954)basionym
Род назван в честь Беньямина Петера Глоксина (1765—1794), немецкого врача и автора статей по ботанике. Видовое латинское название lindeniana связано с уроженцем Люксембурга, ботаником Жаном Жюлем Линденом (1817—1898).
Единственный вид: Gloxinella lindeniana (Regel) Roalson & Boggan (2005)
Синонимы вида:
- Gloxinia lindeniana (Regel) Fritsch (1913)
- Gloxinia tydaeoides Hanst. ex Regel (1868)
- Isoloma lindenianum G.Nicholson (1885)
- Isoloma lindenianum (Regel) N.E.Br. (1882)
- Kohleria lindeniana (Regel) H.E.Moore (1954) — Колерия Линдена
- Tydaea lindeniana Regel (1868)basionym
- Tydaea lindenii André (1873)

### История
Ранее классифицировалась как представитель иных родов семейства, и лишь позднейшие генетические исследования показали, что данный вид должен быть выделен в самостоятельный род, близкий к родам Diastema и Monopyle. Данный вид, изначально включённый в род Tydaea (1868), был далее классифицирован как представитель рода Gloxinia (1913), позже переведён в род Kohleria (монотипная секция Gloxinella) (1954), и далее возвращён в род Gloxinia (1976). По результатам кладистического анализа ранг секции Gloxinella был повышен до уровня рода (2005), поскольку данный вид не принадлежит к кладам, включающим типовые виды родов Gloxinia и Kohleria.